# Symphlebia aryllis
Symphlebia aryllis är en fjärilsart som beskrevs av William Schaus 1896. Symphlebia aryllis ingår i släktet Symphlebia och familjen björnspinnare. Inga underarter finns listade i Catalogue of Life.